# Heden Sogn
Heden Sogn er et sogn i Midtfyn Provsti (Fyens Stift).
I 1800-tallet var Heden Sogn et selvstændigt pastorat. Det hørte til Sallinge Herred i Svendborg Amt. Heden sognekommune blev ved kommunalreformen i 1970 indlemmet i Ringe Kommune, der ved strukturreformen i 2007 indgik i Faaborg-Midtfyn Kommune.
I Heden Sogn ligger Heden Kirke.
I sognet findes følgende autoriserede stednavne:
- Heden (bebyggelse, ejerlav)